# Орделаффи, Антонио I
Антонио I Орделаффи (Antonio I Ordelaffi) (ок. 1390 − 04.08.1448) — сеньор Форли в 1433—1436 и с 1438.
Сын Франческо III Орделаффи и Катерины Гонзага.
В августе 1405 года смертельно больной Франческо III потребовал от жителей Форли присягнуть на верность его сыну. Однако народ восстал и изгнал семью Орделаффи из города. Форли стал сначала коммуной, потом папским владением.
Антонио I нашёл пристанище в Венеции.
В июне 1411 года власть в Форли захватил Джорджо Орделаффи — его двоюродный дядя. Антонио I вместе с ним вернулся в город, но вскоре (в конце августа) был обвинён в соучастии в заговоре, схвачен, и находился в заключении сначала в замке Равальдино, потом в Имоле. Освобождён в феврале 1424 г., когда Имолу захватил Филиппо Мария Висконти.
В 1425 году умер Теобальдо II — малолетний сын Джорджо Орделаффи. После этого Форли вернулся под власть папы.
В 1433 г. (26 декабря) результате народного восстания папский наместник был изгнан, и сеньором города стал Антонио I.
Был союзником Милана в войне с папой и захватил Форлимпополи. Однако по мирному договору 1436 года отказался от всех завоеваний, а летом того же года Форли занял Франческо Сфорца - предводитель папских войск.
После этого Антонио I жил со своей семьёй в Ферраре. В начале 1438 года со своим отрядом присоединился к войскам Никколо Пиччини, кондотьера на службе герцога Миланского. Испугавшись за свою судьбу, папский наместник Форли оставил город,поручив его управление старейшинам. Начались беспорядки, и Антонио I смог беспрепятственно войти в город и восстановил в нём свою власть, которую сохранил до смерти. 
В 1443 году он перешёл на сторону папы и получил титул папского викария сроком на 5 лет, в 1447 году этот титул был продлён ещё на такой же срок.
Жена — Катерина Рангони ди Спиламберто. Дети:
- Франческо IV (29 марта 1435 –  22 апреля 1466)
- Пино III (11 марта 1436 –  10 февраля 1480).

После смерти Антонио I его сыновья в 1449-1454 находились под опекой дяди - Уго Рангони.